# Sada (Nawarra)
Sada – gmina w Hiszpanii, w Nawarze, o powierzchni 12,66 km². W 2013 roku gmina liczyła 170 mieszkańców.